# Chew Stoke
Chew Stoke est un village et une paroisse civile de la Chew Valley situés dans le Somerset en Angleterre.

Chew Stoke est situé à environ 13 km au sud de Bristol et à 10 milles au nord de Wells. Il se trouve à la limite nord des collines de Mendip, une région désignée au Royaume-Uni comme Area of Outstanding Natural Beauty (zone de beauté naturelle exceptionnelle), et se trouve dans la ceinture verte de Bristol et Bath (en) . Elle comprend le hameau de Breach Hill, qui se trouve à environ 3,2 km au sud-ouest de Chew Stoke lui-même.
Chew Stoke a une longue histoire, comme le montrent le nombre et la diversité de ses bâtiments classés au patrimoine. Le village se trouve à l'extrémité nord du lac Chew Valley, créé dans les années 1950, à proximité d'un barrage, d'une station de pompage, d'un club de voile et d'un pavillon de pêche. Un affluent de la rivière Chew, qui prend sa source à Strode, traverse le village.
La population de 1 038 habitants est desservie par un magasin, un pub en activité, une école primaire et un club de bowling. Avec Chew Magna, il forme le quartier de Chew Valley North dans l'autorité unitaire de Bath et du nord-est du Somerset. L'école Chew Valley et son centre de loisirs associé se trouvent à moins de 1,6 km de Chew Stoke. Le village possède quelques secteurs d'activités artisanales mais est en grande partie agricole ; de nombreux résidents se rendent dans les villes voisines pour travailler.